# Шумаровская волость
Шу́маровская волость — административно-территориальная единица в составе Мглинского (с 1922 – Почепского) уезда.
Административный центр — село Шумарово.

## История
Волость с центром в селе Шумарово была образована в ходе реформы 1861 года, однако первоначально она называлась Мглинской. Эта волость объединяла пригородные населённые пункты и была самой многолюдной среди волостей уезда. В 1880 году Мглинская волость была разделена на две: собственно Мглинскую, с центром в городе Мглине, и собственно Шумаровскую, центром которой осталось волостное село Шумарово.
При упразднении Мглинского уезда (1922) вошла в состав Почепского уезда.
В ходе укрупнения волостей, в апреле 1924 года к Шумаровской волости была присоединена соседняя Романовская волость.
В 1927 году Шумаровская волость была упразднена, а её территория передана в Клинцовский уезд и присоединена к Мглинской волости.
Ныне вся территория бывшей Шумаровской волости входит в состав Мглинского района Брянской области.

## Административное деление
В 1919 году в состав Шумаровской волости входили следующие сельсоветы: Алексеевский, Велюханский, Ветлевский, Ворминский, Киптский, Киселевский, Курчичский, Лукавицкий, Молодьковский, Осколковский, Поповский, Санниковский, Седковский, Харновский, Шумаровский.

## Обратите внимание
В состав Мглинского уезда входило два села с похожими названиями — Шумарово и Шуморово. Во многих источниках их названия заменены одно другим, из-за чего сведения по этим сёлам оказываются смешаны. Мы придерживаемся современных названий этих сёл, и поскольку волостным центром было именно нынешнее Шумарово, то и волость мы называем Шумаровской, хотя во многих изданиях она названа Шуморовской. Нынешнее село Шуморово, где некогда был девичий монастырь, волостным центром не являлось.